# Nadleśnictwo Celestynów
Nadleśnictwo Celestynów – nadleśnictwo w województwie mazowieckim, położone na południe od Warszawy. Na jego terenie znajduje się Mazowiecki Park Krajobrazowy. Nadleśnictwo to podlega Regionalnej Dyrekcji Lasów Państwowych w Warszawie. Grunty w zarządzie nadleśnictwa leżą na terenie powiatu garwolińskiego i otwockiego oraz w miastach: Józefów, Karczew, Otwock, Pilawa i Warszawa.

## Historia
Nadleśnictwo Celestynów powstało w 1944 roku z upaństwowionych lasów o powierzchni 4313,64 ha.
W 1972 powstał Warszawski Zespół Leśny, w którego skład weszły lasy Nadleśnictwa Celestynów. Na przełomie 1986 i 1987 roku powstał Mazowiecki Park Krajobrazowy im. Czesława Łaszka. 70% powierzchni nadleśnictwa objęta została obszarową formą ochrony przyrody, jako park krajobrazowy. 1 lipca 1991 Nadleśnictwo zostało rozwiązane i wcielone jako oddzielny obręb do graniczącego Nadleśnictwa Chojnów. Zarządzeniem nr 64 MOŚZNiL z dn. 31.12.1992 ponownie powołano Nadleśnictwo Celestynów w granicach, w jakich znajduje się obecnie. Obecnie powierzchnia gruntów nadleśnictwa wynosi 9129,28 ha. Na terenie nadleśnictwa znajduje się Centrum Edukacji Leśnej, w tym utworzone w 2011 miejsce pamięci poświęcone leśnikom pomordowanym na Wschodzie.
Siedziba znajduje się w Celestynowie, przy ul. Obrońców Pokoju 58.

## Podział administracyjny
Nadleśnictwo Celestynów administracyjnie podzielone jest na dwa obręby leśne: Celestynów i Kotwica, do których należy 7 leśnictw.
Obręb Celestynów:
- leśnictwa: Celestynów, Zbójna Góra, Otwock, Torfy

Obręb Kotwica:
- leśnictwa: Czarci Dół, Rogalec, Sobienie